# Байрэй, Коно
Байрэй Коно (яп. 幸野 楳嶺, 13 марта 1844, Киото — 20 февраля 1895) — японский художник и гравёр.

## Биография
Байрэй Коно родился в имперской столице Киото. Настоящее имя художника — Ясуда Байрэй. В восьмилетнем возрасте он был отдан на обучение известному мастеру школы Маруяма-Сидзё (японская классическая школа живописи), Накадзима Рэйсо. После его смерти в 1871 году перешёл в ученики к другому мастеру этой школы Сиокава Бюнрину.

## Творчество
Стиль синдзё, необычайно популярный в Киото в эпоху Эдо (1600—1868), получил свое оригинальное воплощение в творчестве Коно, применившего его в искусстве гравюры. Помимо занятий живописью художник изучал китайскую литературу, труды Конфуция, обучался каллиграфии. Безусловный художественный авторитет мастера в высших кругах Киото способствовал открытию первой в стране Школы живописи, где обучение велось по европейскому образцу.
Байрэй Коно — был ведущим мастером школы укиё-э, работавший в жанре катё-га (изображение птиц и цветов) в период Мэйдзи (1868—1912). Он создал огромное количество станковых гравюр, несколько иллюстрированных книг и альбомов.